# تندیس زرین بهترین فیلم جشن سینمای ایران

## فهرست برندگان بهترین فیلم
|                | فیلم                   | کارگردان          |
| -------------- | ---------------------- | ----------------- |
| ۱۳۷۶ (دوره ۱)  | سرزمین خورشید          | احمدرضا درویش     |
| ۱۳۷۷ (دوره ۲)  | بودن یا نبودن          | کیانوش عیاری      |
| ۱۳۷۸ (دوره ۳)  | دختری با کفش‌های کتانی  | رسول صدرعاملی     |
| ۱۳۷۸ (دوره ۳)  | مصائب شیرین            | علی‌رضا داوودنژاد  |
| ۱۳۷۹ (دوره ۴)  | عروس آتش               | خسرو سینایی       |
| ۱۳۸۰ (دوره ۵)  | دایره                  | جعفر پناهی        |
| ۱۳۸۱ (دوره ۶)  | من، ترانه ۱۵ سال دارم  | رسول صدرعاملی     |
| ۱۳۸۲ (دوره ۷)  | رقص در غبار            | اصغر فرهادی       |
| ۱۳۸۳ (دوره ۸)  | شهر زیبا               | اصغر فرهادی       |
| ۱۳۸۴ (دوره ۹)  | خیلی دور، خیلی نزدیک   | رضا میرکریمی      |
| ۱۳۸۵ (دوره ۱۰) | تقاطع                  | ابوالحسن داوودی   |
| ۱۳۸۶ (دوره ۱۱) | اتوبوس شب              | کیومرث پوراحمد    |
| ۱۳۸۷ (دوره ۱۲) | فرزند خاک              | محمدعلی باشه‌آهنگر |
| ۱۳۸۸ (دوره ۱۳) | جایزه‌ای اهدا نشد.      | جایزه‌ای اهدا نشد. |
| ۱۳۸۹ (دوره ۱۴) | درباره الی             | اصغر فرهادی       |
| ۱۳۹۰ (دوره ۱۵) | جدایی نادر از سیمین    | اصغر فرهادی       |
| ۱۳۹۳ (دوره ۱۶) | ملکه                   | محمدعلی باشه‌آهنگر |
| ۱۳۹۴ (دوره ۱۷) | چند متر مکعب عشق       | جمشید محمودی      |
| ۱۳۹۵ (دوره ۱۸) | ایستاده در غبار        | محمدحسین مهدویان  |
| ۱۳۹۶ (دوره ۱۹) | فروشنده                | اصغر فرهادی       |
| ۱۳۹۷ (دوره ۲۰) | بدون تاریخ، بدون امضاء | علی جلیلوند       |
| ۱۳۹۸ (دوره ۲۱) | سرخ‌پوست                | مجید مطلبی        |